# Esmalt alveolat

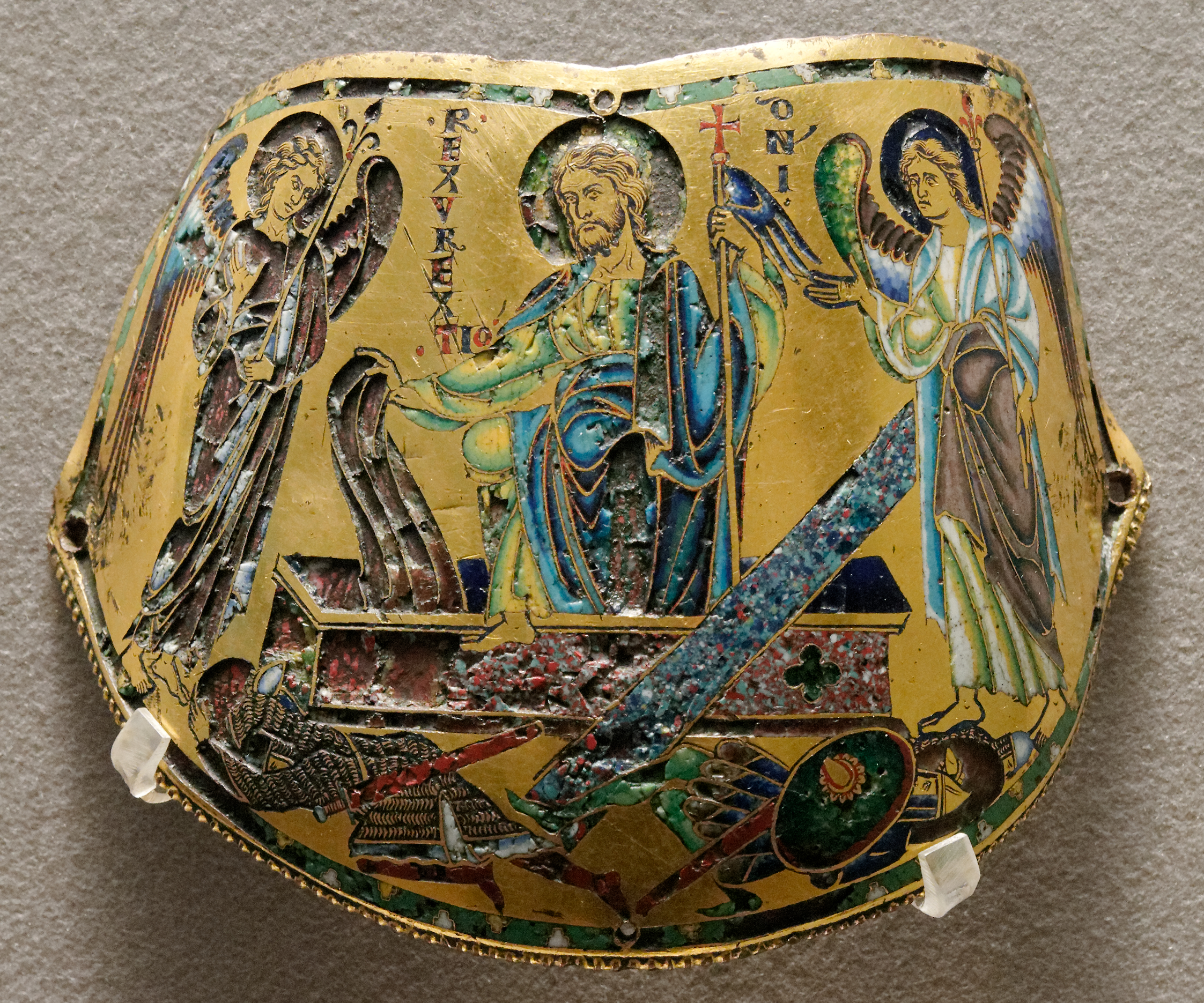
Adorn de braç d'alta qualitat d'art mosà del s. XII, un poc danyat, es poden observar les esquerdes en la fosa on s'allotja l'esmalt

L'esmalt alveolat és una tècnica d'esmalt utilitzada en arts decoratives, o un objecte produït utilitzant aquest procés, en què es tallen, graven, colpegen les cel·les durant el colat de la fosa en la superfície d'un objecte metàl·lic; aquestes cel·les després s'omplin amb esmalt vitri. La peça després es cou fins que l'esmalt es fon, i després de refredada la superfície es poleix l'objecte. Els sectors que no han estat tallats de la superfície s'hi veuen com un marc dels dissenys amb esmalt; en general són daurats en l'art medieval.
La tècnica ha estat utilitzada des de temps antics, encara que ja pràcticament no s'utilitza. És adequada per al recobriment de zones relativament grans, i per a imatges figuratives, encara que inicialment s'emprà molt en l'art celta per a dissenys geomètrics. En l'art romànic s'usà en tot el seu potencial, per decorar joiers, plaques i recipients.
L'esmalt alveolat es diferencia de la tècnica d'esmaltat denominada cloisonné perquè en aquesta última les cel·les per a l'esmalt es fabriquen soldant primes cintes de metall a la superfície de l'objecte. La diferència entre les dues tècniques és anàloga a la que hi ha entre les tècniques de tallat en fusta denominades intàrsia i marqueteria. Es diferencia de la tècnica denominada talla baixa, que la va succeir en els treballs gòtics d'alta qualitat, perquè la base de les cel·les per a l'esmalt són rugoses i, per tant, només s'utilitzen esmalts de colors opacs. En la talla baixa, les cel·les es modelen i s'hi utilitzen esmalts translúcids, per aconseguir efectes més subtils, com per exemple en la copa de Santa Agnés parisenca del s. XIV.

## Galeria

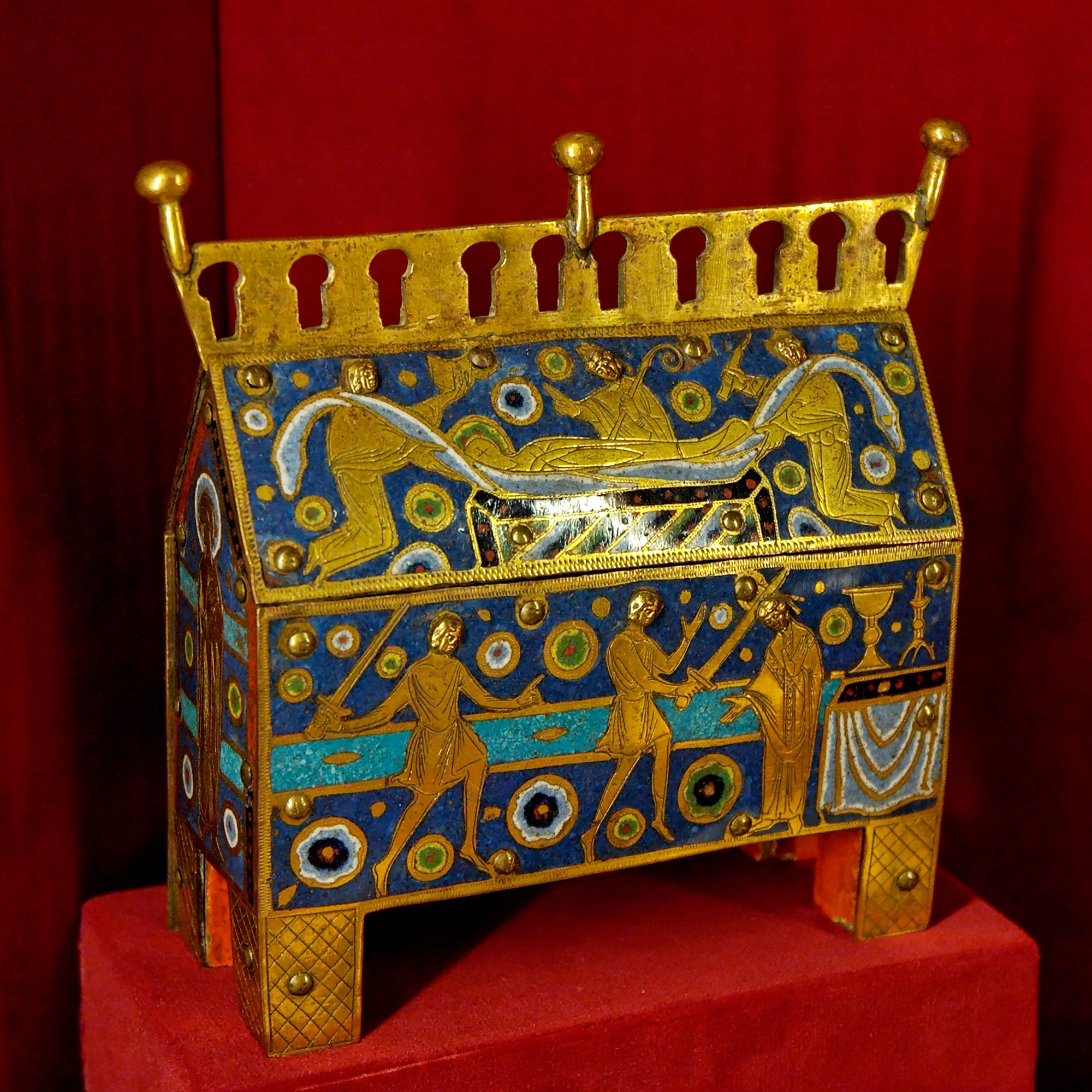
Reliquiari medieval espanyol de coure daurat d'esmalt alveolat, amb forma de "cofre" i escenes de la història de Thomas Beckett
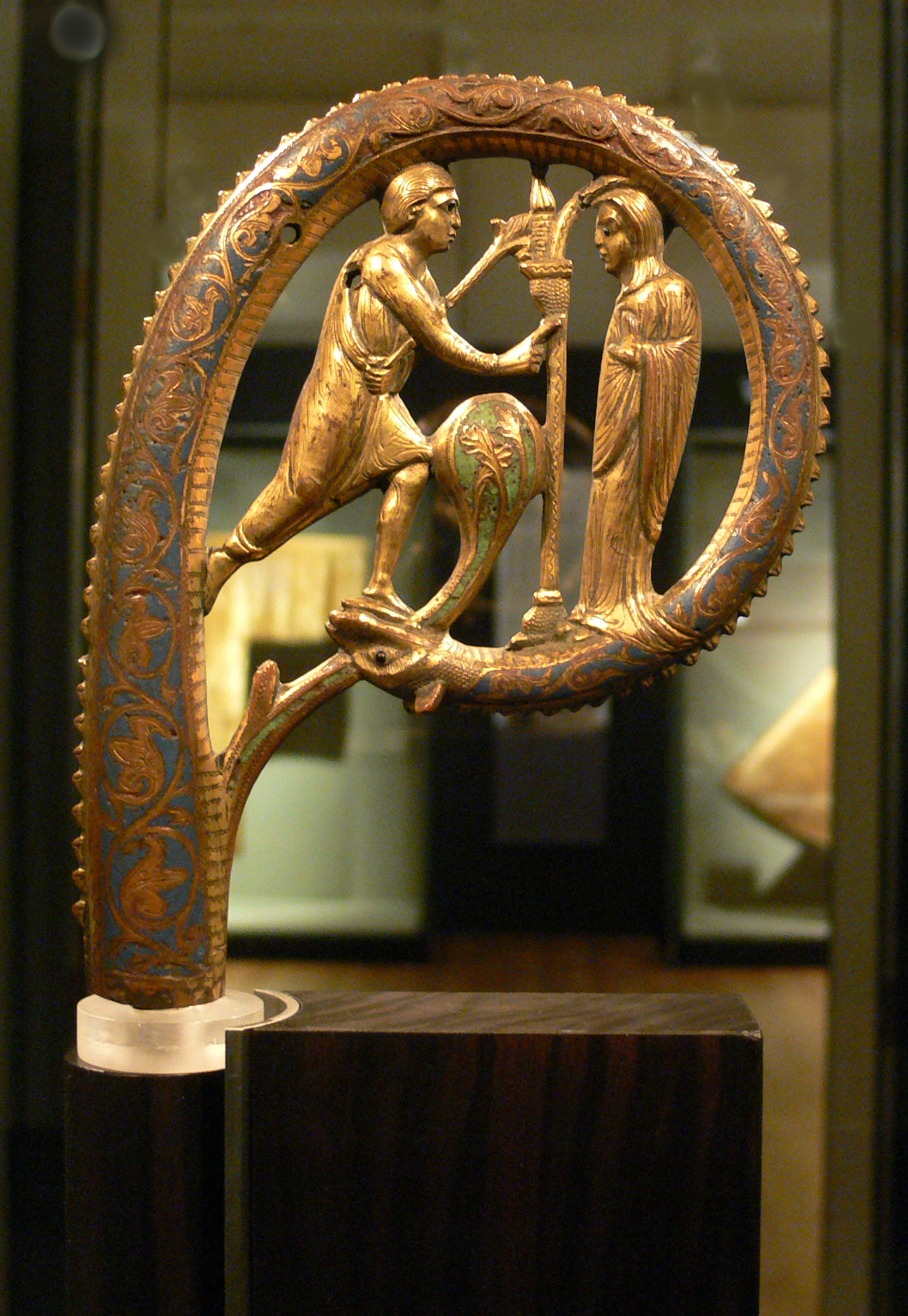
B`cul, Llemotges, principis del s. XIII, amb l'escena de l'Anunciació
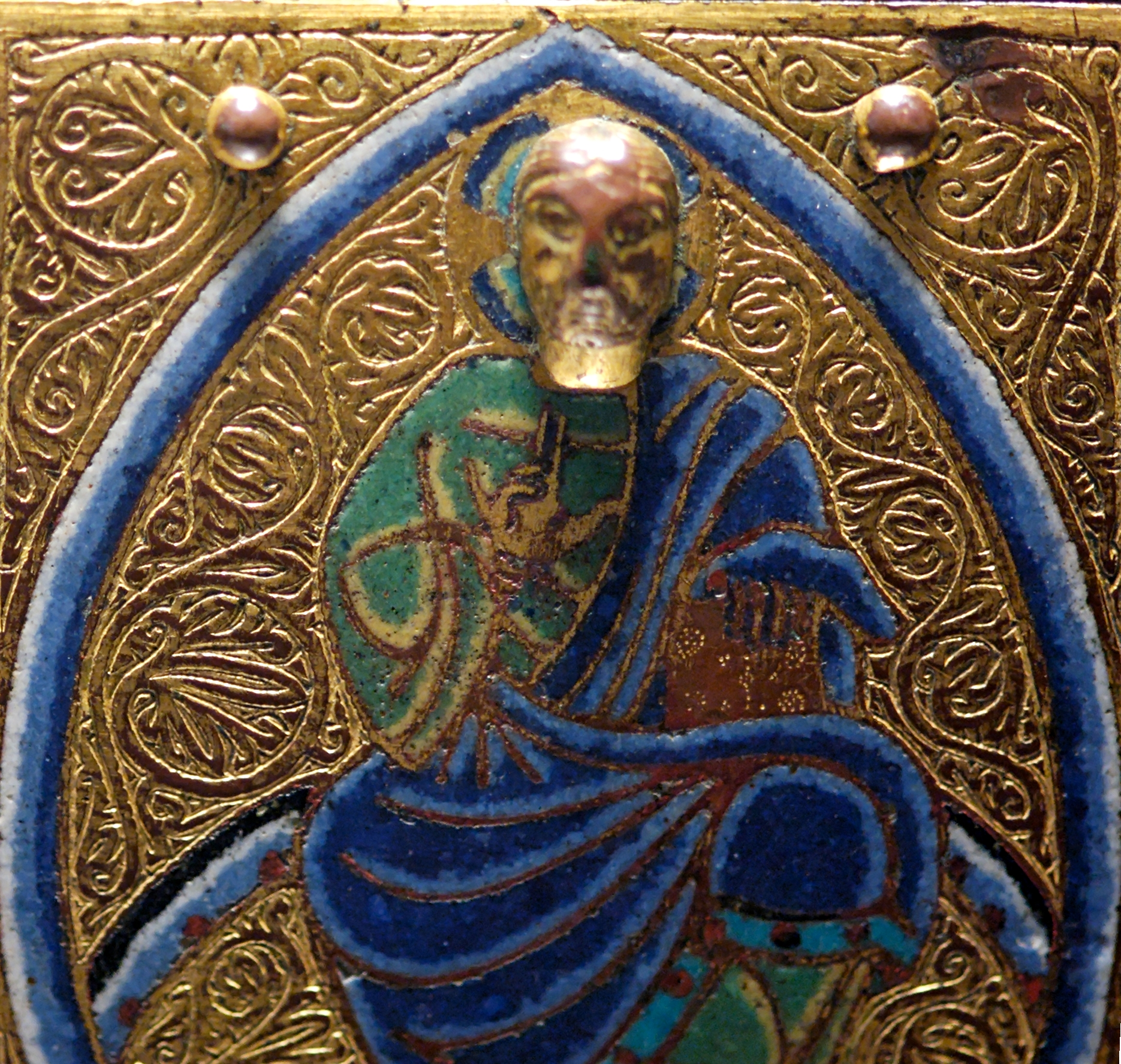
Detall. S. XIII, Llemotges, cap modelat sobre un fons pla
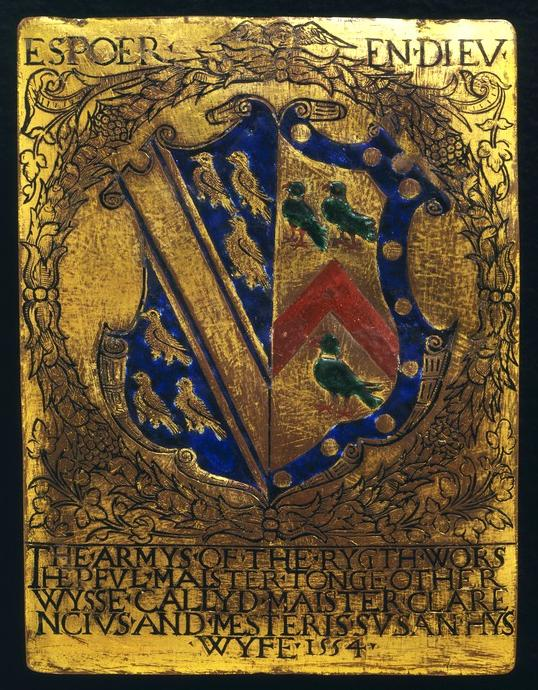
Placa esmaltada sobre coure, 1554, V&A Museum no. 4358-1857
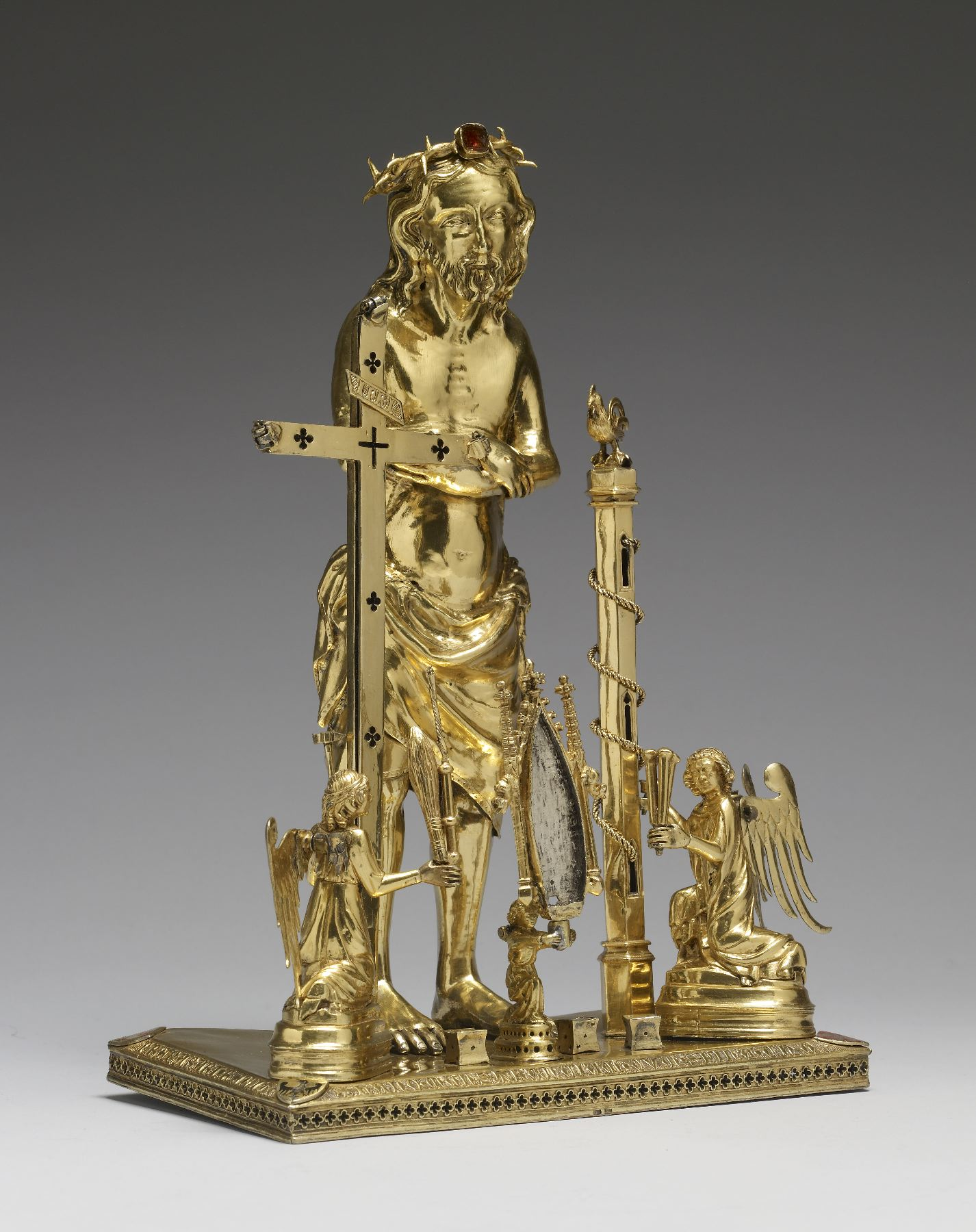
Relicario bohemi del Senyor de les penes: argent daurat, argent, esmalt alveolat, pasta de vidre (imitació robí). Museu Walters
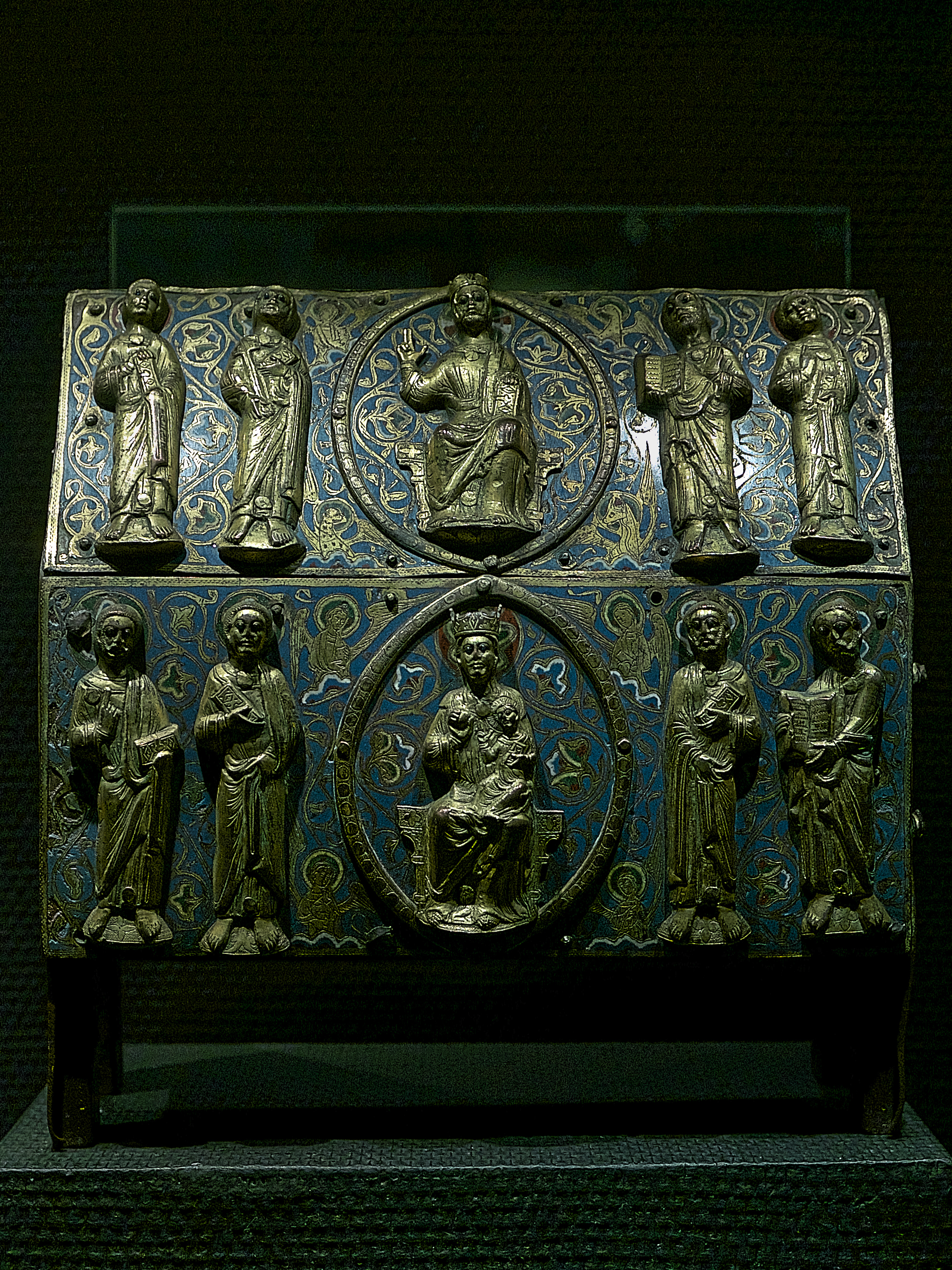
Arqueta recoberta amb plaques de coure esmaltat (Seu d'Osca)